# Hiashi Hyūga

Hiashi Hyūga (日向ヒアシ, Hyūga Hiashi) es un personaje del manga y anime Naruto. Es un ninja de rango jōnin de Konohagakure y el actual líder del Clan Hyūga. Es el hermano gemelo de Hizashi Hyūga, pero nació segundos antes, pasando a ser miembro de la rama principal del Clan. Hiashi tiene dos hijas: Hinata, quien es la mayor, y Hanabi, quien es la menor, además de hacerse cargo de Neji Hyūga.

## Historia
Hiashi nació segundos antes de que su hermano gemelo Hizashi, lo que hizo que Hiashi fuera el futuro jefe del clan Hyūga y Hizashi quedó como miembro de la casa secundaria, cuyo único propósito en la vida sería la de proteger a los miembros de la casa principal. Años después, cuando nació Neji, Hizashi se amargó porque su hijo nunca sería capaz de alcanzar su pleno potencial como un miembro de la casa principal, lo que le causó ser abiertamente resentido de Hiashi y su hija. Hiashi fue también responsable del sello maldito de Neji, presionando aún más la relación entre los dos hermanos. Cuando Hizashi le lanza a Hinata una mirada asesina, Hiashi activó el sello de la maldición a su hermano menor, lo que le causó un dolor intenso, y con frialdad, dijo a Neji que no se olvidara de sus funciones.